# Ricardo Reis
Ricardo A. M. R. Reis [no confundir con el heterónimo de Pessoa] (1 de septiembre de 1978) es un economista portugués y profesor de economía en la London School of Economics. Antes fue profesor de economía en la Universidad de Columbia, donde se convirtió en profesor titular de la edad de 29 años, uno de los más jóvenes en la historia de la universidad. Es el editor de la Revista de Economía Monetaria y se sienta en el Consejo de Editores de la American Economic Review y el Journal of Economic Literature. Es asesor académico y profesor visitante en el Banco de la Reserva Federal de Minneapolis, el Banco de la Reserva Federal de Nueva York, y el Banco de la Reserva Federal de Richmond.

## Trayectoria
Reis obtuvo su título de Bachelor of Science (B.Sc.) de la London School of Economics en 1999, y su Doctorado en Filosofía (Ph.D.) de la Universidad de Harvard en 2004. Fue profesor en la Princeton University de 2004 a 2008 antes de mudarse. a Columbia. En 2009, Reis fue clasificado como el segundo economista joven más citado en el mundo. En un ranking de 2013 de jóvenes economistas elaborado por Glenn Ellison, Reis fue considerado el mejor economista con un doctorado entre 1996 y 2004, por delante de Esther Duflo y Enrico Moretti.
El área principal de investigación de Reis es la macroeconomía. Su principal contribución teórica es la curva de Phillips de información adhesiva, junto con las teorías asociadas de la inatención, modelos de información adhesiva, y el desacuerdo endógeno.
En particular, en un artículo de 2002 publicado en el Quarterly Journal of Economics, Reis y Gregory Mankiw propusieron una alternativa a la ampliamente utilizada curva de Phillips, basada en la lenta difusión de la información entre la población de los que fijan los precios. Su curva de Phillips de información adhesiva muestra tres propiedades relacionadas que son más consistentes con los puntos de vista aceptados sobre los efectos de la política monetaria. Primero, las deflaciones son siempre contractivas (aunque las deflaciones anunciadas son menos contradictorias que las sorpresivas). En segundo lugar, los shocks de la política monetaria tienen su máximo impacto en la inflación con un retraso sustancial. En tercer lugar, el cambio en la inflación está correlacionado positivamente con el nivel de actividad económica. Este artículo es el trabajo más citado de Reis: según Google Scholar, ha sido citado más de 2.000 veces, mientras que el recuento de citas RePEc lo clasifica como uno de los 300 artículos más citados en el campo de la economía.
Su trabajo en política monetaria ha incluido proponer medidas de pura inflación, mostrar cuando un banco central puede convertirse en insolvente y afirmar los principios de diseño de un banco central. Su trabajo sobre la política fiscal se ha centrado sobre las transferencias fiscales y el papel de los estabilizadores automáticos. También participó en los debates sobre la crisis del Euro, y propone una explicación de la crisis y el diseño de Bonos Europeos.
Escribe para el diario portugués Jornal de Noticias y participa frecuentemente en los debates económicos en Portugal.